# Il bosco delle fragole (singolo)
Il bosco delle fragole è la canzone composta ed interpretata da Tricarico che ha partecipato all'edizione del Festival di Sanremo 2009. Il brano è stato eliminato al primo turno dalla votazione demoscopica e non è stato ripescato al secondo turno. Ha ottenuto comunque il favore della stampa musicale, mancando per un solo punto la vittoria del Premio della Critica, già conquistato nell'edizione precedente della kermesse dallo stesso Tricarico, con la canzone Vita tranquilla.
Questa canzone dà il nome anche al quarto album di Tricarico, intitolato appunto Il bosco delle fragole, pubblicato il 20 febbraio 2009 e prodotto dalla Sony BMG.

## Il video
Il video musicale prodotto per Il bosco delle fragole è stato diretto da Gaetano Morbioli, e vede Francesco Tricarico sdoppiato nei panni di due pugili che combattono l'uno contro l'altro. Al filmato partecipa, nelle vesti di commentatrice dell'incontro di boxe, la showgirl Lory Del Santo, che sarebbe salita sul palco nella quarta serata del Festival di Sanremo, dedicata alla rivisitazione dei brani in gara, se la canzone non fosse stata precedentemente eliminata. Al suo fianco l'allora compagno Rocco Pietrantonio e, nel ruolo di uno dei secondi, il calciatore Francesco Coco.

## Classifiche
| Classifica (2009) | Posizione massima |
| ----------------- | ----------------- |
| Italia            | 38                |